# تيليثونين
التيليثونين ويُعرف كذلك بـTcap، هو بروتين يُشفَّر لدى البشر بواسطة الجين TCAP. يُعبَّر عن تيليثونين في العضلة القلبية والهيكلية في أقراص Z ويعمل على تنظيم: تجميع الساركومير، وظيفة النبيب المستعرض والاستماتة. للتيليثونين دور في العديد من الأمراض منها: الفساد العضلي الطرفي، اعتلال عضلة القلب الضخامي، اعتلال عضلة القلب التوسعي، واعتلال عضلة القلب التلقائي.

## الوظيفة
يُنظَّم التعبير عن التيليثونين مع النمو في كل من العضلة القلبية والهيكلية ويُعتقد أنه حاسم لتجميع الساركومير. وُجِد أن التيليثونين بروتين تجميع متأخر ولا يتواجد سوى في اللييفات العضلية في أقراص Z.
يشكل التيليثونين مركبا مع MLP في أقراص Z، وهذا المركب يشكل جزءا من آلية استشعار التمدد الخاصة بالخلية العضلية القلبية. تبيّن أيضا أن التيليثونين يرتبط بالوحدة الفرعية بيتا الخاصة بالمكون المنشط ببطء لقناة البوتاسيوم متأخرة المقوم ‏ (KvLQT1) في مناطق تقع في أغشية النُبيبات المستعرضة المحيطة بخطوط Z داخل عضلة القلب. فضلا عن ذلك، يتآثر التيليثونين مع قناة الصوديوم Nav1.5 ويغير حركية التنشيط عبر مضاعفة تيار النافذة (التيار الصغير). تقترح هذه البيانات أن التيليثونين قد يشكل روابط ميكانيكية-كهربائية بين خطوط Z والنبيبات المستعرضة. أتى دليلٌ وظيفي إضافي على هذا من الدراسات المستخدِمة لفأر معطل جين التيليثونين، وهو ما أظهر أن للتيليثونين دور في بنية النُبيبات المستعرضة ووظيفتها، وكذلك في عملية الاستماتة بالقلب. أظهرت الحيوانات المعطل فيها جين التيليثونين إرساء تيتين في الخط القاعدي، وأظهرت عجزا كبيرا أثناء الإجهاد النووي البيوميكانيكي في تعديل تقلب البروتين المعزِّز للاستماتة بي53. أظهرت الحيوانات المعطل فيها جين التيليثونين كذلك عدم تزامنٍ في عبور الكالسيوم، فقدان النبيبات المستعرضة، وعملا مضطربا في قناة الكالسيوم نوع L.